# 광주 공용터미널
광주시외버스공용터미널은 광주광역시 시내 중심부인 동구 대인동에 위치해 있던 터미널을 말한다. 1992년에 유스퀘어로 이전하였다.
현재 광주은행 본점과 롯데백화점 자리에 위치했었다.